# Diorygopyx incrassatus
Diorygopyx incrassatus är en skalbaggsart som beskrevs av Matthews 1974. Diorygopyx incrassatus ingår i släktet Diorygopyx och familjen bladhorningar. Inga underarter finns listade i Catalogue of Life.